# Tyree Cooper
Tyree Cooper (* 26. November in Chicago) ist ein US-amerikanischer House-Musiker, Rapper und DJ. Er gilt als wichtiger Vertreter des Hip House.

## Leben
Der in Chicago geborene Cooper wandte sich früh der Musik zu. Ab Mitte der 1980er Jahre wurde er als „Prince of Hip-House“ populär. In dieser Zeit produzierte er auch den Underground-Hit Acid Over.
Cooper arbeitete mit Größen der Chicagoer House-Music-Szene zusammen, wie z. B. Fast Eddie, Joe Smooth, Kool Rock Steady, Peter Black, Mike Hitman Wilson und Bad Boy Bill.
Cooper lebt in Berlin, Deutschland und wird von der Künstleragentur Pearls Booking vertreten.
Seit 2007 arbeitet er zusammen mit dem britischen DJ Bobby Starrr (bürgerlich Robert Mathew Stanley) in der Formation Jack The Box als  DJ-Duo mit festen Auftritten im Tresor und Kater Holzig. Im September 2012 erschien die erste Single von Jack The Box, The Way We Walk. Die zweite Single Pon de Undaground (Mai 2013), wurde von DJ Loco Dice für seine Defected Compilation selektiert.
Das Jack The Box Album erscheint im Herbst 2013.

## Veröffentlichungen (Auswahl)

### Alben
- 1988: Tyree Cooper – Tyree's Got A Brand New House (D.J. International Records)
- 1989: Tyree Cooper – Nation Of Hip House (CBS)
- 1991: Tyree Cooper – The Time Iz Now! (D.J. International Records)
- 2013: Jack The Box – Side A (Moodmusic Records)

### Singles & EPs
- 1986: Tyree feat. Chic – I Fear The Night (Underground)
- 1987: Fast Eddie, Tyree & Chic – The Whop (Underground)
- 1987: Tyree – Acid Over (Underground)
- 1988: Tyree feat. Kool Rock Steady – Turn Up The Bass (D.J. International Records)
- 1988: Tyree – Hard Core – Hip House (New '89 Version) (D.J. International Records)
- 1989: Tyree – Let The Music Take Control (Indisc)
- 1989: Tyree feat. J.M.D. – Move Your Body (D.J. International Records)
- 1990: Tyree – Lonely (No More) (D.J. International Records)
- 1991: Tyree – Rock The Discotech (D.J. International Records)
- 1995: Tyree – Da Butt (Underground)
- 1995: Tyree – Smoke 2 Dis E.P. (Dance Mania)
- 1997: Tyree –  Future Recooped (Dance Mania)
- 1997: Tyree Cooper – The Celebration Of A Decade Of House (Eukahouse)
- 1998: Tyree Cooper – Turn Up The Bass (Pyjama Party)
- 2001: Sebastian Krieg & Tyree Cooper – Say Your Prayer (Brickhouse Records)
- 2001: Dreyer meets Tyree Cooper – Green Peppermint Sticks (Sandy Records)
- 2004: Stashrider feat. Tyree – Vibration E.P. (Frisbee Tracks)
- 2008: Denis Naidanow feat. Tyree Cooper – Wonderland (Sure Player)
- 2008: Movi-Starr feat. Tyree Cooper – Happy People (Groove Baby Records)
- 2008: Marc Romboy vs. Tyree Cooper – Lost (Ovum Recordings)
- 2008: ZlemTree – I.C.U. (Supa Dupa Records)
- 2010: Good Groove & Ronald Christoph feat. Tyree Cooper – Love Music (Incase Recordings)
- 2011: Tyree – Nuthin Wrong (Mojuba)
- 2012: Dole & Kom feat. Tyree Cooper – New Jack Nation (Superfancy Recordings)
- 2012: Jack The Box – Jack The Box presents the Tyree Cooper and Bobby Starrr EP (Moodmusic Records)